# آش قلعه
آش قلعه (به ترکی استانبولی: Aşkale) شهری است در کشور ترکیه که در استان ارزروم واقع شده‌است. جمعیت این شهر بر اساس سرشماری سال ۲۰۰۸ میلادی ۱۱٬۴۵۵ نفر و بر اساس برآوردهای سال ۲۰۰۹ میلادی ۱۰٬۰۶۸ نفر می‌باشد.